# Замък Егенберг (Форхдорф)
 Тази статия е за замъка във Форхдорф.  За замъка в Грац вижте Замък Егенберг (Грац).  
Замъкът Егенберг (на немски: Schloss Eggenberg) е замък в австрийската провинция Горна Австрия, разположен в околностите на гр.Форхдорф, известен днес най-вече със със своята пивоварна Brauerei Schloss Eggenberg.

## История
Замъкът е построен вероятно около 971 г. и оттогава преминава в собственост на множество немски и австрийски благороднически фамилии. За първи път се споменава в юридически документи от 1274 г. От 1287 г. е собственост на дом Егенберг. Още през ХІV век замъка има собствена пивоварна, която произвежда бира за нуждите на замъка и околните села и ферми. От 1464 г. замъкът става собственост на семейство Киршбергер, от 1524 г. - на семейство Фернбергер, през 1625 г. преминава в собственост на граф Адам Херберсторф, през 1649 г. - на граф Венцел Шпринценщайн, през 1651 г. собственик става граф Лудвиг фон Кюфщайн. Наследниците на последния продават замъка през 1680 г. на абатство Кремсмюнстер. През 1803 г. замъкът е закупен от Йохан Георг Форстингер, който през 1807 г. разрушава част от изоставения замък и построява пивоварна фабрика. Неговият потомък Карл Щьор и днес е собственик на замъка и пивоварната. През 1877 г. пожар унищожава голяма част от замъка и стопанските постройки. Впоследствие те частично са възстановени по планове на виенските архитекти Юнг. От стария замък е запазена само част, която е инкорпорирана в сградата на пивоварната.
Днес пивоварната Brauerei Schloss Eggenberg е специализирана в производството на силна светла лагер бира, сред нейните търговски марки е и прочутата коледна бира Самиклаус.